# BAFTA (премия, 2020)
73-я церемония вручения наград премии BAFTA за заслуги в области британского и мирового кинематографа за 2019 год состоялась 2 февраля 2020 года в концертном зале Альберт-холл в Лондоне. Церемония транслировалась на канале BBC One, её ведущим выступил актёр-комик Грэм Нортон. Номинанты были объявлены 7 января 2020 года.
Больше всего номинаций получила кинокартина Тодда Филлипса «Джокер», которую представили в одиннадцати категориях. В этом году впервые была вручена награда в категории «Лучший кастинг», новая премия досталась Шайне Марковиц — кастинг-директору фильма «Джокер».

## Список лауреатов и номинантов
Количество наград/номинаций:
- 7/9: «1917»
- 3/11: «Джокер»
- 2/4: «Паразиты»
- 1/10: «Однажды в Голливуде»
- 1/6: «Кролик Джоджо»
- 1/5: «Брачная история» / «Маленькие женщины»
- 1/4: «Для Самы»
- 1/3: «Скандал» / «Джуди» / «Ford против Ferrari»
- 1/2: «Наживка»
- 0/10: «Ирландец»
- 0/5: «Два Папы»
- 0/4: «Рокетмен»
- 0/3: «Звёздные войны: Скайуокер. Восход»

| Лауреаты выделены отдельным цветом. |

### Основные категории
| Категории                                | Лауреаты и номинанты                                                                                      |
| ---------------------------------------- | --- |
| Лучший фильм                             | • 1917 / 1917 (Пиппа Харрис, Каллум Макдугалл, Сэм Мендес, Джейн-Энн Тенггрен)                            |
| Лучший фильм                             | • Ирландец / The Irishman (Роберт Де Ниро, Джейн Розенталь, Мартин Скорсезе, Эмма Тиллинджер Коскофф)     |
| Лучший фильм                             | • Джокер / Joker (Брэдли Купер, Тодд Филлипс, Эмма Тиллинджер Коскофф)                                    |
| Лучший фильм                             | • Однажды в Голливуде / Once Upon a Time in Hollywood (Дэвид Хейман, Шеннон Макинтош, Квентин Тарантино)  |
| Лучший фильм                             | • Паразиты / 기생충 (Пон Чжун Хо, Квак Щин-э)                                                             |
| Лучший британский фильм                  | • 1917 / 1917 (Сэм Мендес, Пиппа Харрис, Каллум Макдугалл, Джейн-Энн Тенггрен, Кристи Уилсон-Кернс)       |
| Лучший британский фильм                  | • Наживка / Bait (Марк Дженкин, Кейт Байерс, Линн Уэйт)                                                   |
| Лучший британский фильм                  | • Для Самы / For Sama (Ваад Аль-Катиб, Эдвард Уоттс)                                                      |
| Лучший британский фильм                  | • Рокетмен / Rocketman (Декстер Флетчер, Адам Болинг, Дэвид Ферниш, Дэвид Рейд, Мэттью Вон, Ли Холл)      |
| Лучший британский фильм                  | • Извините, мы вас не застали / Sorry We Missed You (Кен Лоуч, Ребекка О’Брайан, Пол Лаверти)             |
| Лучший британский фильм                  | • Два Папы / The Two Popes (Фернанду Мейреллиш, Джонатан Эйрих, Дэн Лин, Трэйси Сиуорд, Энтони Маккартен) |
| Лучший неанглоязычный фильм              | • Паразиты / 기생충 (Пон Чжун Хо)                                                                         |
| Лучший неанглоязычный фильм              | • Прощание / The Farewell (Лулу Ванг, Даниэль Мелиа)                                                      |
| Лучший неанглоязычный фильм              | • Для Самы / For Sama (Ваад Аль-Катиб, Эдвард Уоттс)                                                      |
| Лучший неанглоязычный фильм              | • Боль и слава / Dolor y gloria (Педро Альмодовар, Агустин Альмодовар)                                    |
| Лучший неанглоязычный фильм              | • Портрет девушки в огне / Portrait de la jeune fille en feu (Селин Сиамма, Бенедикт Куврор)              |
| Лучшая режиссёрская работа               | • Сэм Мендес — «1917»                                                                                     |
| Лучшая режиссёрская работа               | • Мартин Скорсезе — «Ирландец»                                                                            |
| Лучшая режиссёрская работа               | • Тодд Филлипс — «Джокер»                                                                                 |
| Лучшая режиссёрская работа               | • Квентин Тарантино — «Однажды в Голливуде»                                                               |
| Лучшая режиссёрская работа               | • Пон Чжун Хо — «Паразиты»                                                                                |
| Лучший актёр                             | • Хоакин Феникс — «Джокер» (за роль Артура Флека / Джокера)                                               |
| Лучший актёр                             | • Леонардо Ди Каприо — «Однажды в Голливуде» (за роль Рика Далтона)                                       |
| Лучший актёр                             | • Адам Драйвер — «Брачная история» (за роль Чарли Барбера)                                                |
| Лучший актёр                             | • Тэрон Эджертон — «Рокетмен» (за роль Элтона Джона)                                                      |
| Лучший актёр                             | • Джонатан Прайс — «Два Папы» (за роль кардинала Хорхе Марио Бергольо / папы Франциска)                   |
| Лучшая актриса                           | • Рене Зеллвегер — «Джуди» (за роль Джуди Гарленд)                                                        |
| Лучшая актриса                           | • Джесси Бакли — «Дикая Роза» (англ.) (за роль Розы-Линн)                                                 |
| Лучшая актриса                           | • Скарлетт Йоханссон — «Брачная история» (за роль Николь Барбер)                                          |
| Лучшая актриса                           | • Сирша Ронан — «Маленькие женщины» (за роль Джо Марч)                                                    |
| Лучшая актриса                           | • Шарлиз Терон — «Скандал» (за роль Мегин Келли)                                                          |
| Лучший актёр второго плана               | • Брэд Питт — «Однажды в Голливуде» (за роль Клиффа Бута)                                                 |
| Лучший актёр второго плана               | • Том Хэнкс — «Прекрасный день по соседству» (за роль Фреда Роджерса)                                     |
| Лучший актёр второго плана               | • Энтони Хопкинс — «Два Папы» (за роль папы Бенедикта XVI)                                                |
| Лучший актёр второго плана               | • Аль Пачино — «Ирландец» (за роль Джимми Хоффы)                                                          |
| Лучший актёр второго плана               | • Джо Пеши — «Ирландец» (за роль Рассела Буфалино)                                                        |
| Лучшая актриса второго плана             | • Лора Дерн — «Брачная история» (за роль Норы Фэншоу)                                                     |
| Лучшая актриса второго плана             | • Скарлетт Йоханссон — «Кролик Джоджо» (за роль Рози Бетцлер)                                             |
| Лучшая актриса второго плана             | • Флоренс Пью — «Маленькие женщины» (за роль Эми Марч)                                                    |
| Лучшая актриса второго плана             | • Марго Робби — «Скандал» (за роль Кайлы Посписил)                                                        |
| Лучшая актриса второго плана             | • Марго Робби — «Однажды в Голливуде» (за роль Шэрон Тейт)                                                |
| Лучший анимационный полнометражный фильм | • Клаус / Klaus (Серхио Паблос, Дзинко Гото)                                                              |
| Лучший анимационный полнометражный фильм | • Холодное сердце 2 / Frozen II (Крис Бак, Дженнифер Ли, Питер Дель Вечо)                                 |
| Лучший анимационный полнометражный фильм | • Барашек Шон: Фермагеддон / A Shaun the Sheep Movie: Farmageddon (Уилл Бечер, Ричард Фелан, Пол Кьюли)   |
| Лучший анимационный полнометражный фильм | • История игрушек 4 / Toy Story 4 (Джош Кули, Марк Нилсен)                                                |
| Лучший оригинальный сценарий             | • Хан Джин-вон, Пон Чжун Хо — «Паразиты»                                                                  |
| Лучший оригинальный сценарий             | • Сюзанна Фогель, Эмили Халперн, Сара Хэскинс, Кэти Силберман — «Образование» (англ.)                     |
| Лучший оригинальный сценарий             | • Райан Джонсон — «Достать ножи»                                                                          |
| Лучший оригинальный сценарий             | • Ноа Баумбах — «Брачная история»                                                                         |
| Лучший оригинальный сценарий             | • Квентин Тарантино — «Однажды в Голливуде»                                                               |
| Лучший адаптированный сценарий           | • Тайка Вайтити — «Кролик Джоджо»                                                                         |
| Лучший адаптированный сценарий           | • Стивен Заиллян — «Ирландец»                                                                             |
| Лучший адаптированный сценарий           | • Тодд Филлипс, Скотт Сильвер — «Джокер»                                                                  |
| Лучший адаптированный сценарий           | • Грета Гервиг — «Маленькие женщины»                                                                      |
| Лучший адаптированный сценарий           | • Энтони Маккартен — «Два Папы»                                                                           |

### Другие категории
| Категории                                                    | Лауреаты и номинанты |
| ------------------------------------------------------------ | --- |
| Лучшая музыка к фильму                                       | • «Джокер» — Хильдур Гуднадоуттир |
| Лучшая музыка к фильму                                       | • «1917» — Томас Ньюман |
| Лучшая музыка к фильму                                       | • «Кролик Джоджо» — Майкл Джаккино |
| Лучшая музыка к фильму                                       | • «Маленькие женщины» — Александр Деспла |
| Лучшая музыка к фильму                                       | • «Звёздные войны: Скайуокер. Восход» — Джон Уильямс |
| Лучшая операторская работа                                   | • «1917» — Роджер Дикинс |
| Лучшая операторская работа                                   | • «Ирландец» — Родриго Прието |
| Лучшая операторская работа                                   | • «Джокер» — Лоуренс Шер |
| Лучшая операторская работа                                   | • «Ford против Ferrari» — Фидон Папамайкл |
| Лучшая операторская работа                                   | • «Маяк» — Джарин Блашке |
| Лучшие визуальные эффекты                                    | • «1917» — Грег Батлер, Гийом Рошерон, Доминик Туохи |
| Лучшие визуальные эффекты                                    | • «Мстители: Финал» — Дэн Делийю, Дэн Судик |
| Лучшие визуальные эффекты                                    | • «Ирландец» — Леандро Эстебекорена, Стефан Грабли, Пабло Хелман |
| Лучшие визуальные эффекты                                    | • «Король Лев» — Эндрю Р. Джонс, Роберт Легато, Эллиот Ньюман, Адам Валдез                                                                                                |
| Лучшие визуальные эффекты                                    | • «Звёздные войны: Скайуокер. Восход» — Роджер Гайетт, Пол Кавана, Нил Скэнлан, Доминик Туохи                                                                             |
| Лучший грим и причёски                                       | • «Скандал» — Вивиан Бейкер, Казу Хиро, Энн Морган |
| Лучший грим и причёски                                       | • «1917» — Наоми Донне |
| Лучший грим и причёски                                       | • «Джокер» — Кэй Джорджиу, Ники Ледерманн |
| Лучший грим и причёски                                       | • «Джуди» — Джереми Вудхед |
| Лучший грим и причёски                                       | • «Рокетмен» — Элизабет Янни-Джорджиу |
| Лучшая работа художника-постановщика                         | • «1917» — Деннис Гасснер, Ли Сандалес |
| Лучшая работа художника-постановщика                         | • «Ирландец» — Боб Шоу, Реджина Грейвс |
| Лучшая работа художника-постановщика                         | • «Кролик Джоджо» — Ра Винсент, Нора Сопкова |
| Лучшая работа художника-постановщика                         | • «Джокер» — Марк Фридберг, Крис Моран |
| Лучшая работа художника-постановщика                         | • «Однажды в Голливуде» — Барбара Линг, Нэнси Хэй |
| Лучший дизайн костюмов                                       | • «Маленькие женщины» — Жаклин Дюрран |
| Лучший дизайн костюмов                                       | • «Ирландец» — Кристофер Петерсон, Сэнди Пауэлл |
| Лучший дизайн костюмов                                       | • «Кролик Джоджо» — Майес К. Рубео |
| Лучший дизайн костюмов                                       | • «Джуди» — Яни Темиме |
| Лучший дизайн костюмов                                       | • «Однажды в Голливуде» — Арианна Филлипс |
| Лучший монтаж                                                | • «Ford против Ferrari» — Эндрю Баклэнд, Майкл Маккаскер |
| Лучший монтаж                                                | • «Ирландец» — Тельма Скунмейкер |
| Лучший монтаж                                                | • «Кролик Джоджо» — Том Иглз |
| Лучший монтаж                                                | • «Джокер» — Джефф Грот |
| Лучший монтаж                                                | • «Однажды в Голливуде» — Фред Раскин |
| Лучший звук                                                  | • «1917» — Скотт Миллан, Оливер Тарни, Рэйчел Тейт, Марк Тейлор, Стюарт Уилсон                                                                                            |
| Лучший звук                                                  | • «Джокер» — Тод Мейтленд, Алан Роберт Мюррей, Том Озанич, Дин Зупанчич                                                                                                   |
| Лучший звук                                                  | • «Ford против Ferrari» — Дэвид Джаммарко, Пол Месси, Стивен Морроу, Дональд Сильвестер                                                                                   |
| Лучший звук                                                  | • «Рокетмен» — Мэттью Коллиндж, Джон Хейс, Майк Прествуд Смит, Дэнни Шихан                                                                                                |
| Лучший звук                                                  | • «Звёздные войны: Скайуокер. Восход» — Дэвид Акорд, Энди Нельсон, Кристофер Скарабосио, Стюарт Уилсон, Мэттью Вуд                                                        |
| Лучший кастинг                                               | • «Джокер» — Шайна Марковиц |
| Лучший кастинг                                               | • «Брачная история» — Дуглас Айбел, Франсин Майслер |
| Лучший кастинг                                               | • «Однажды в Голливуде» — Виктория Томас |
| Лучший кастинг                                               | • «История Дэвида Копперфилда» — Сара Кроу |
| Лучший кастинг                                               | • «Два Папы» — Нина Голд |
| Лучший документальный фильм                                  | • Для Самы / For Sama (Ваад Аль-Катиб, Эдвард Уоттс) |
| Лучший документальный фильм                                  | • Американская фабрика / American Factory (Стивен Богнар, Джулия Райхерт)                                                                                                 |
| Лучший документальный фильм                                  | • Аполлон-11 / Apollo 11 (Тодд Дуглас Миллер) |
| Лучший документальный фильм                                  | • Диего Марадона / Diego Maradona (Азиф Кападиа) |
| Лучший документальный фильм                                  | • Большой хак / The Great Hack (Карим Амер, Джехан Нужейм) |
| Лучший короткометражный фильм                                | • Научиться кататься на скейтборде в зоне боевых действий (если ты девчонка) / Learning to Skateboard in a Warzone (If You're a Girl) (Кэрол Дайсингер, Елена Андреичева) |
| Лучший короткометражный фильм                                | • Azaar (Мириам Раджа, Натанаэль Бэринг) |
| Лучший короткометражный фильм                                | • Goldfish (Гектор Докрилл, Харри Камаланатан, Бенедикт Тернбулл, Лаура Докрилл)                                                                                          |
| Лучший короткометражный фильм                                | • Kamali (Саша Рейнбоу, Розалинд Кроад) |
| Лучший короткометражный фильм                                | • The Trap (Лина Хиди, Энтони Фицджералд) |
| Лучший анимационный короткометражный фильм                   | • Grandad was a romantic. (Марьям Мохаджер) |
| Лучший анимационный короткометражный фильм                   | • In Her Boots (Катрин Штайнбахер) |
| Лучший анимационный короткометражный фильм                   | • The Magic Boat (Нааман Азари, Лилия Лорел) |
| Лучший дебют британского сценариста, режиссёра или продюсера | • Марк Дженкин (сценарист, режиссёр), Кейт Байерс, Линн Уэйт (продюсеры) — «Наживка»                                                                                      |
| Лучший дебют британского сценариста, режиссёра или продюсера | • Ваад Аль-Катиб (режиссёр, продюсер), Эдвард Уоттс (режиссёр) — «Для Самы» (док.)                                                                                        |
| Лучший дебют британского сценариста, режиссёра или продюсера | • Алекс Холмс (режиссёр) — «Мэйден» (док.) (англ.) |
| Лучший дебют британского сценариста, режиссёра или продюсера | • Гарри Вутлифф (сценарист, режиссёр) — «Только ты» (англ.) |
| Лучший дебют британского сценариста, режиссёра или продюсера | • Альваро Дельгадо Апарисио (сценарист, режиссёр), Эктор Гальвез (второй сценарист) — «Ретабло»                                                                           |
| Восходящая звезда                                            | • Майкл Уорд |
| Восходящая звезда                                            | • Аквафина |
| Восходящая звезда                                            | • Кейтлин Девер |
| Восходящая звезда                                            | • Келвин Харрисон-мл. |
| Восходящая звезда                                            | • Джек Лауден |

## Специальные награды

### BAFTA Academy Fellowship Award
- Кэтлин Кеннеди[2]

### Премия BAFTA за выдающийся британский вклад в кинематограф
- Энди Серкис[3]